# Cambronne-lès-Ribécourt
Pour les articles homonymes, voir Cambronne.
Cambronne-lès-Ribécourt est une commune française située dans le département de l'Oise, en région Hauts-de-France.

## Géographie

### Description
Cambronne-lès-Ribécourt est un bourg périurbain picard de la vallée de l'Oise situé dans le Valois à 11 km au nord-est de compiègne et au sud-est de Noyon, à 35 km au nord-ouest de Soissons et à 82 km au nord-est de Paris, sur le tracé de l'ancienne route nationale 32 (axe Compiègne - Noyon, qui constitue la RD 932 ou la RD 1032 selon les tronçons).

### Communes limitrophes
|           | Ribécourt-Dreslincourt  | Ribécourt-Dreslincourt |
| Machemont | Cambronne-lès-Ribécourt |                        |
| Thourotte |                         | Montmacq               |

### Hydrographie

#### Réseau hydrographique
La commune est située dans le bassin Seine-Normandie. Elle est drainée par le canal latéral à l'Oise, l'Oise, le Matz, le canal 01 de la commune de Cambronne-les-Ribecourt, le Marais de Roufosse, le ru de Taillepied et le ru du Moulinet,,.
Le canal latéral à l'Oise est un canal de gabarit Freycinet qui dessert l'Est de la Picardie. D'une longueur de 35 km, il connecte le canal de Saint-Quentin (depuis Chauny) à l'Oise canalisée à hauteur de JanvilleChauny) à l'Oise canalisée à hauteur de Janville, après avoir traversé 22 communes.
L'Oise prend sa source en Belgique, à 309 mètres d'altitude, dans l'ancienne commune de Forges et se jette dans la Seine à 20 mètres d'altitude, au Pointil en rive droite et en aval du centre de Conflans-Sainte-Honorine dans le département des Yvelines. D'une longueur 341 kilomètres, elle est presque entièrement navigable et bordée de canaux sur 104 kilomètres.
Le Matz, d'une longueur de 25 km, prend sa source dans la commune de Canny-sur-Matz et se jette dans l'Oise à Montmacq, après avoir traversé 17 communes.

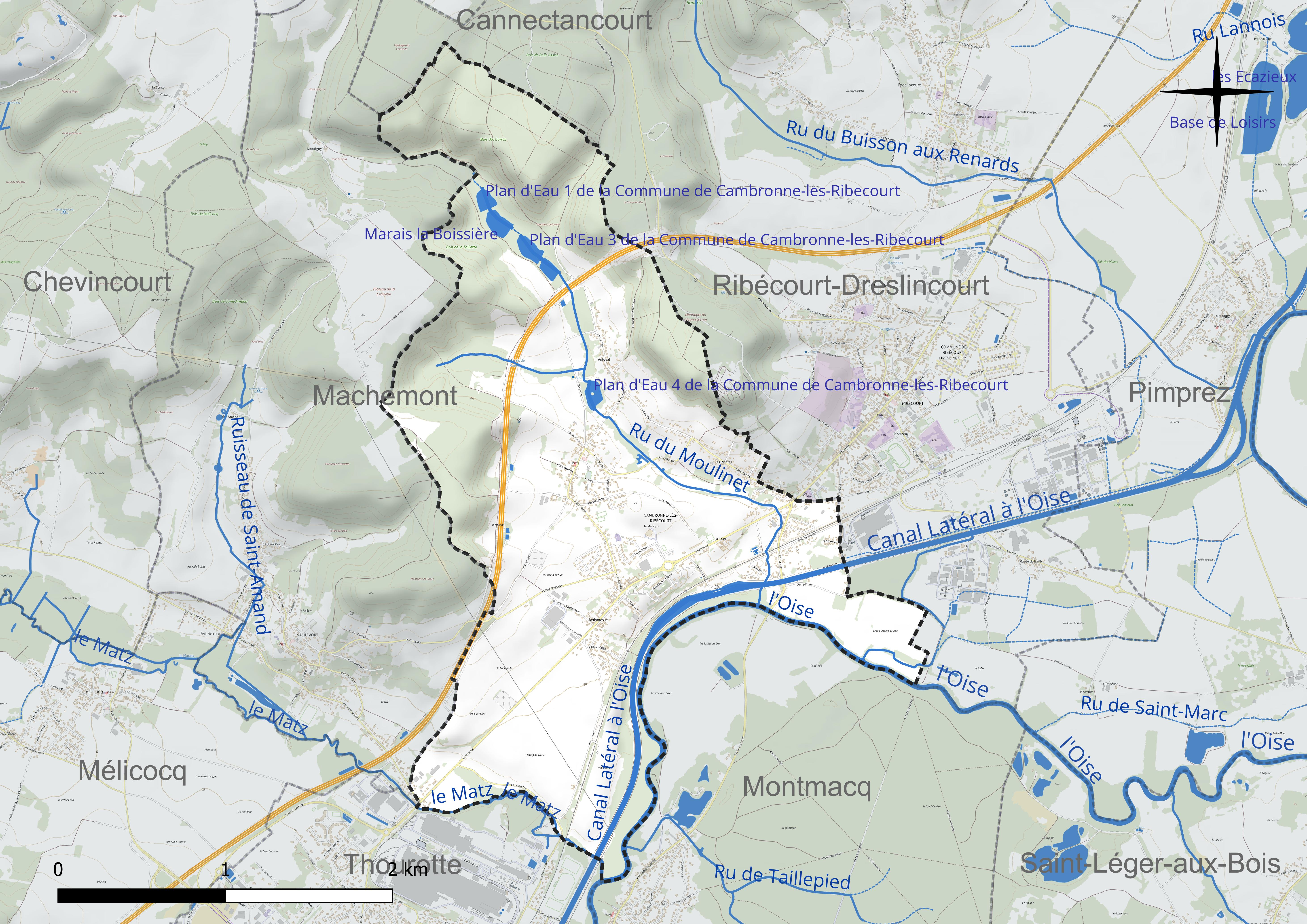
Réseau hydrographique de Cambronne-lès-Ribécourt.

Quatre plans d'eau complètent le réseau hydrographique : le marais la Boissière (1,6 ha), le plan d'eau 1 de la commune de Cambronne-les-Ribecourt (1,1 ha), le plan d'eau 3 de la commune de Cambronne-les-Ribecourt (1,5 ha) et le plan d'eau 4 de la commune de Cambronne-les-Ribecourt (1,2 ha),.

#### Gestion et qualité des eaux
Le territoire communal est couvert par le schéma d'aménagement et de gestion des eaux (SAGE) « Sensée ». Ce document de planification concerne un territoire de 1 013 km2 de superficie, délimité par le bassin versant de l'Oise moyenne. Le périmètre a été arrêté le 24 avril 2017 et le SAGE est, en 2024, encore en élaboration. La structure porteuse de l'élaboration et de la mise en œuvre est le syndicat mixte du SAGE Oise-Moyenne (SMOM).
La qualité des cours d'eau peut être consultée sur un site dédié géré par les agences de l'eau et l'Agence française pour la biodiversité.

### Climat
Pour des articles plus généraux, voir Climat des Hauts-de-France et Climat de l'Oise.
En 2010, le climat de la commune est de type climat océanique dégradé des plaines du Centre et du Nord, selon une étude du CNRS s'appuyant sur une série de données couvrant la période 1971-2000. En 2020, Météo-France publie une typologie des climats de la France métropolitaine dans laquelle la commune est dans une zone de transition entre le climat océanique et le climat océanique altéré et est dans la région climatique Nord-est du bassin Parisien, caractérisée par un ensoleillement médiocre, une pluviométrie moyenne régulièrement répartie au cours de l'année et un hiver froid (3 °C).
Pour la période 1971-2000, la température annuelle moyenne est de 10,6 °C, avec une amplitude thermique annuelle de 15,1 °C. Le cumul annuel moyen de précipitations est de 730 mm, avec 11 jours de précipitations en janvier et 9,1 jours en juillet. Pour la période 1991-2020, la température moyenne annuelle observée sur la station météorologique la plus proche, située sur la commune de Margny-lès-Compiègne à 10 km à vol d'oiseau, est de 11,2 °C et le cumul annuel moyen de précipitations est de 633,5 mm,. Pour l'avenir, les paramètres climatiques de la commune estimés pour 2050 selon différents scénarios d'émission de gaz à effet de serre sont consultables sur un site dédié publié par Météo-France en novembre 2022.

## Urbanisme

### Typologie
Au 1er janvier 2024, Cambronne-lès-Ribécourt est catégorisée bourg rural, selon la nouvelle grille communale de densité à sept niveaux définie par l'Insee en 2022.
Elle appartient à l'unité urbaine de Ribécourt-Dreslincourt, une agglomération intra-départementale regroupant deux communes, dont elle est une commune de la banlieue,,. Par ailleurs la commune fait partie de l'aire d'attraction de Compiègne, dont elle est une commune de la couronne,. Cette aire, qui regroupe 101 communes, est catégorisée dans les aires de 50 000 à moins de 200 000 habitants,.

### Occupation des sols
L'occupation des sols de la commune, telle qu'elle ressort de la base de données européenne d'occupation biophysique des sols Corine Land Cover (CLC), est marquée par l'importance des territoires agricoles (46,3 % en 2018), en diminution par rapport à 1990 (51,3 %). La répartition détaillée en 2018 est la suivante :
terres arables (35,6 %), forêts (33,3 %), zones urbanisées (20,1 %), zones agricoles hétérogènes (10,7 %), zones industrielles ou commerciales et réseaux de communication (0,2 %), milieux à végétation arbustive et/ou herbacée (0,1 %). L'évolution de l'occupation des sols de la commune et de ses infrastructures peut être observée sur les différentes représentations cartographiques du territoire : la carte de Cassini (XVIIIe siècle), la carte d'état-major (1820-1866) et les cartes ou photos aériennes de l'IGN pour la période actuelle (1950 à aujourd'hui).

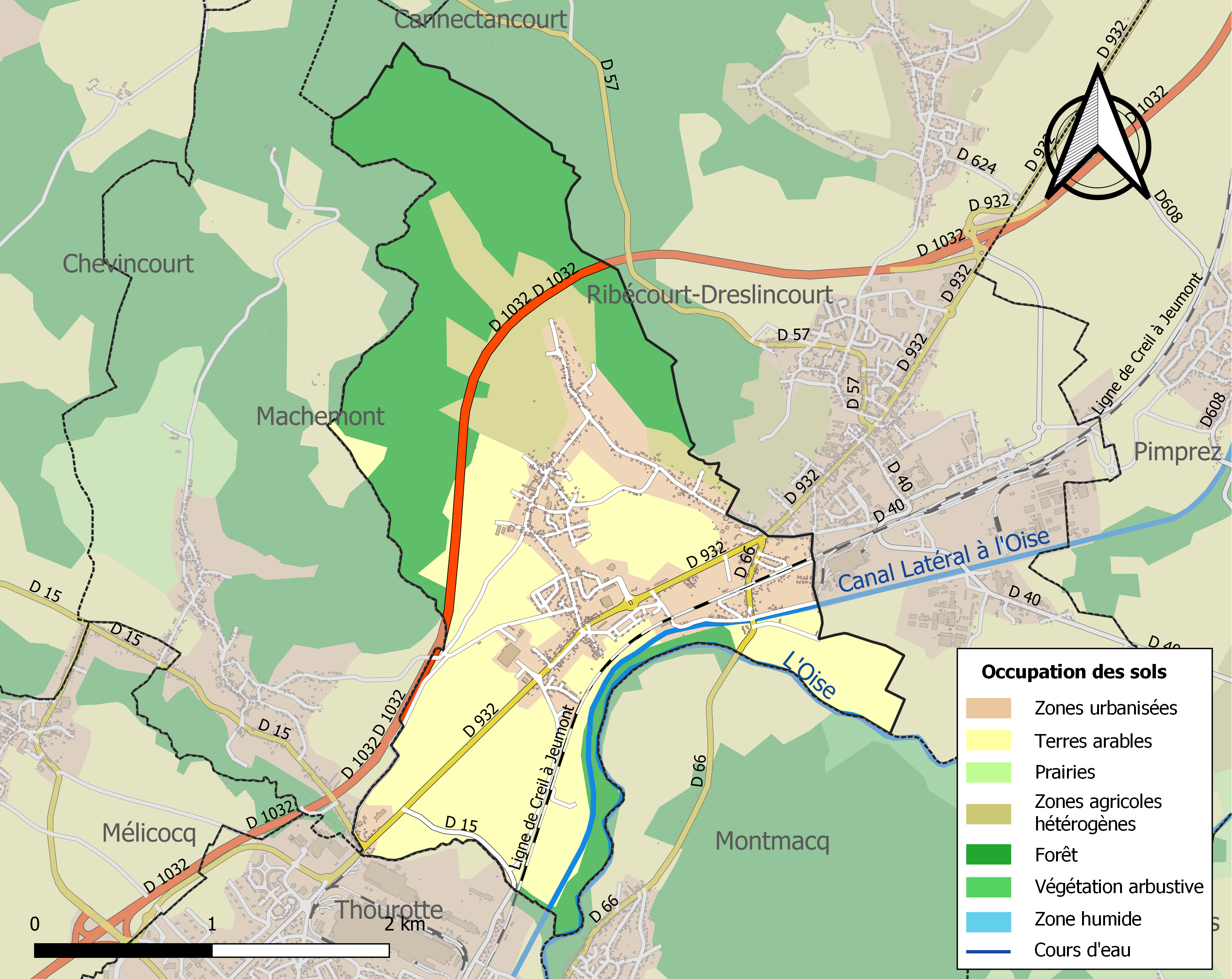
Carte des infrastructures et de l'occupation des sols de la commune en 2018 (CLC).

### Lieux-dits, hameaux et écarts
Outre le chef-lieu, Cambronne compte plusieurs hameaux : Antoval, Béthancourt, Bellerive, le Pont du Matz.

### Habitat et logement
En 2018, le nombre total de logements dans la commune était de 849, alors qu'il était de 830 en 2013 et de 776 en 2008.
Parmi ces logements, 91,5 % étaient des résidences principales, 1,3 % des résidences secondaires et 7,2 % des logements vacants. Ces logements étaient pour 80 % d'entre eux des maisons individuelles et pour 19,4 % des appartements.
La commune comprend un parc significatif mais en réduction de logements sociaux, passé, au sens du recensement, de 175 logements (23,9 % du parc des résidences principales) en 2008 à 146 (18,7 %) en 2018
Le tableau ci-dessous présente la typologie des logements à Cambronne-lès-Ribécourt en 2018 en comparaison avec celle de l'Oise et de la France entière. Une caractéristique marquante du parc de logements est ainsi une proportion de résidences secondaires et logements occasionnels (1,3 %) inférieure à celle du département (2,5 %) mais supérieure à celle de la France entière (9,7 %). Concernant le statut d'occupation de ces logements, 69,4 % des habitants de la commune sont propriétaires de leur logement (66,7 % en 2013), contre 61,4 % pour l'Oise et 57,5 pour la France entière.
| Typologie                                               | Cambronne-lès-Ribécourt | Oise | France entière |
| ------------------------------------------------------- | ----------------------- | ---- | -------------- |
| Résidences principales (en %)                           | 91,5                    | 90,4 | 82,1           |
| Résidences secondaires et logements occasionnels (en %) | 1,3                     | 2,5  | 9,7            |
| Logements vacants (en %)                                | 7,2                     | 7,1  | 8,2            |

### Voies de communication et transports
Le territoire communal est traversé par la ligne de Creil à Jeumont, dont la station la plus proche est la gare de Ribécourt, desservie par les trains TER Hauts-de-France (relation de Paris-Nord à Saint-Quentin).
La commune est desservie, en 2023, par les lignes 664, 667, 668, 681, 6306, 6321 et 6334 du réseau interurbain de l'Oise.

## Toponymie
Le nom de la localité est attesté sous la forme Camberona en 1020.

Albert Dauzat considère Camberona comme un composé des éléments gaulois *cambo- « courbe », un suffixe -ar et onna « rivière ». Xavier Delmarre ajoute à cambo- la signification de « méandre ». Ce mot se retrouve dans le vieil irlandais camb, camm « courbe, courbé, tordu »; gallois camm et vieux breton camm « obliquus » > breton kamm « courbé, tordu, de travers ».

Cambronne est effectivement située sur la partie concave d'un méandre de l'Oise.
La préposition « lès » permet de signifier la proximité d'un lieu géographique par rapport à un autre lieu. En règle générale, il s'agit d'une localité qui tient à se situer par rapport à une ville voisine plus grande. La commune de Cambronne indique qu'elle se situe près de Ribécourt-Dreslincourt.

## Histoire
Cambronne a été occupé dès l'antiquité, puisque y ont été retrouvés des pièces de monnaie romaines.
Le titre le plus ancien connu mentionnant Cambronne est le compte de Gui, trésorier du chapitre de Noyon, mort en 1029, où il est indiqué que sous Hardouin de Croï, évêque de Noyon, vers 1012, Rainelme, chevalier, donne au chapitre des terres et des vignes situées à Cambronne,
En 1147, Bernerius de Camberona, en 1244, Jean de l'Atre de Cambronne, en 1272, Barthélémy de Cambronne et en 1310, Hugo de Camberone obtiennent la seigneurie de Cambronne d'Aliénor d'Hanest, veuve de Raoul VI, seigneur de Canny. Au XIVe siècle, Pierre de Cambronne épouse Marie du Mont.
Cambronne et d'autres localités voisines avaient droit de pâturage dans les marais de Mélicocq et de pêche dans le  Matz, moyennant un cens annuel de 3 sols parisis pour Cambronne. Ce droit leur est confirmé en 1295 par l'abbaye Saint-Médard de Soissons, seigneur de Mélicocq.
En 1472, décède l'abbesse, Marguerite de Camberonne, dont les parents sont proches de Louis XI. En 1447, Marie de Blécourt, dame de Cambronne, épouse Pierre de Vendelle et ont un enfant Raoulquin qui lui-même a une fille Florence qui épouse Jean II d'Aumale, seigneur de Nampcel.
Les seigneurs de Cambronne possédaient un château-fort, flanqué de murailles avec fossés et pont-levis, qui servait de refuge aux habitants lors des guerres.
Lors de la Guerre de Trente Ans, en 1636, puis le 3 août 1653, les Espagnols s'en emparent et le pillent. En 1655, des gens de guerre occupant Cambronne et les environs, 460 habitants s'y réfugient avec leurs bestiaux, ce qui causant au château des dégradations.
Le château de La Motte, construit en 1761 par le seigneur Alexandre de Montguiot, est détruit au début du {{S-[XIX}}
En 1664, la seigneurie de Cambronne revient à Jacques III de Monguiot, seigneur de Vaucourtois. En 1762, Antoine Alexandre de Montguiot fait construire le château de Bethancourt. Son fils, Alexandre Claude Pascal, capitaine d'infanterie au régiment de Picardie, colonel général de l'infanterie française et étrangère est fait chevalier de l'ordre de Saint-Louis. Sa fille, Marie-Thérèse Luglienne de Montguiot épouse François-René Jean-Marie de Jouenne d'Esgrigny, seigneur de Dreslincourt, capitaine de cavalerie, lieutenant des maréchaux de France à Compiègne, cousin de Jean-René de Jouenne d'Esgrigny. Ils seront les parents de Jean Luglien de Jouenne d'Esgrigny, dont la fille, Jeanne Louise Luglienne de Jouenne d'Esgrigny, épouse le comte Marie Ferdinand Raoul de La Bourdonnaye, aïeul de François de Menthon. La Maison de Montguiot et leurs descendants, les comtes de Pommery, de la Bourdonnaye et de Menthon, perdent le titre de seigneurie de Cambronne.
À la fin de l'Ancien Régime, la paroisse, qui relevait du bailliage de Compiuègne et de l'élection de Noyon, est érigée en Commune par l'édit royal de juin 1787 et administrée par une assemblée municipale composée d'un syndic, de quatre membres et d'un greffier.
Sous la Restauration, en 1822, Arnouph Deshayes, adjudant du château de Compiègne, est admis au grade de colonel par le roi Louis XVIII, fait chevalier de l'Ordre royal et militaire de Saint-Louis avant de changer son patronyme, Deshayes, en Deshayes de Cambronne. Il réside au Château d'Orrouy, sur le domaine de Champlieu.

### Première Guerre mondiale
Au début de la Première Guerre mondiale, Cambronne-lès-Ribécourt est envihie par l'armée allemande dès le 31 août 1914 et est aprement disputé par les belligérants, notamment lorsque après la Bataille de la Marne les troupes allemandes tentent de contourner les troupes françaises par l'est lors de la Course à la mer. Le village est le siège d'importants combats notamment dans les hameaux d'Antoval, de Béthancourt et de Bellerive entre le 15 et le 25 septembre 1914.
Lorsque le front se stabilise entre Ribécourt et Dreslincourt, Cambronne-lès-Ribécourt est à l'arrière immédiat du front, côté français C'est alors un village de cantonnement, où un centre d'instruction de l'armée française y est installé. Il est bombardé par les Allemands jusqu'au repli de l'Opération Alberich de mars 1917

Le centre d'instruction de Cambronne-lès-Ribécourt
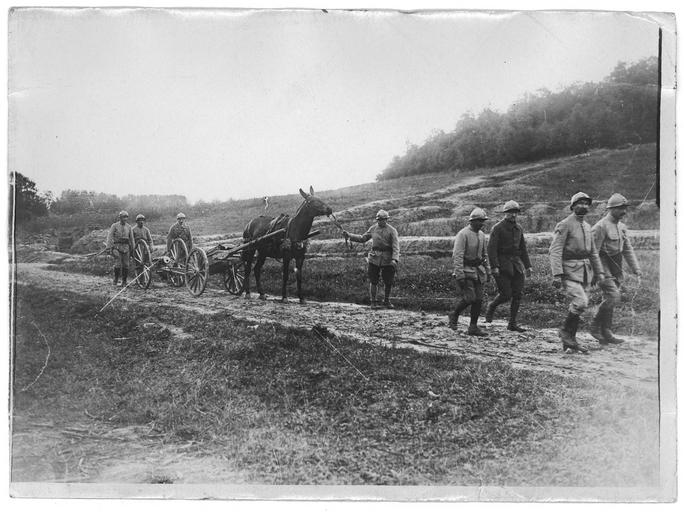
Canon de 37, monté sur roues, en position de route.
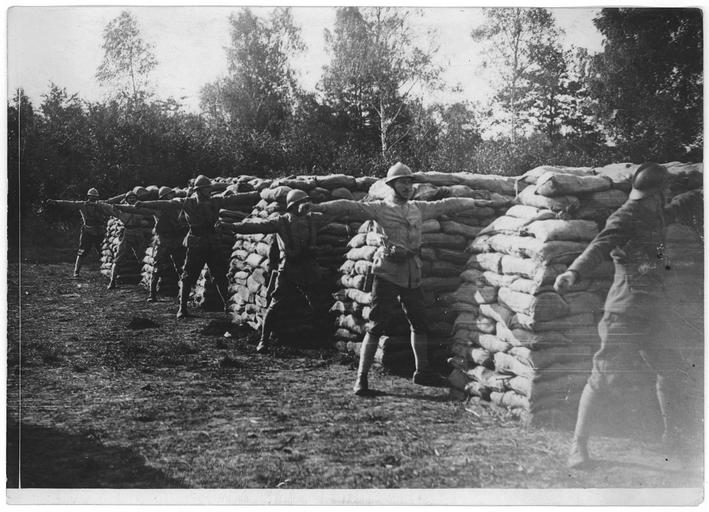
Exercice de lancement de grenade.
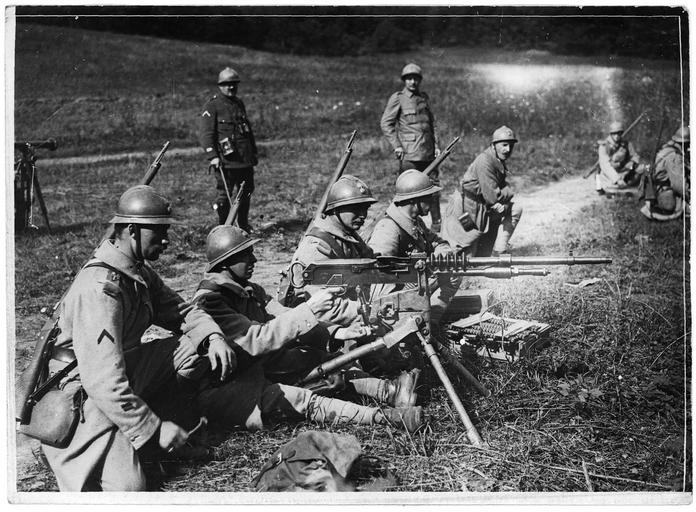
Mitrailleuse Hotchkiss en position de tir.
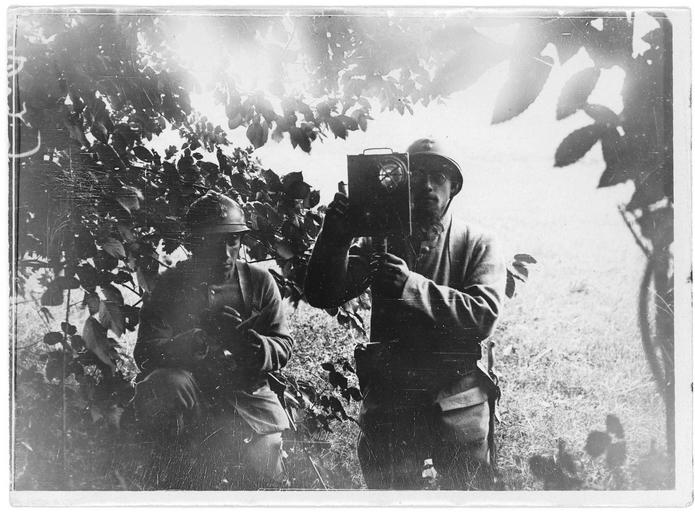
Signalisation optique avec lanterne modèle 1915.

Lors de l'Offensive du Printemps 1918, le village est à nouveau concerné par les combats et passe aux mains allemandes lors de l'offensive du 9 juin qui donne lieu à la bataille du Matz. Il subit alors de nouveaux bombardements jusqu'à sa libération le 12 août 1918.
Le village est considéré comme détruit à la fin de la guerre et a  été décoré de la Croix de guerre 1914-1918, le 21 février 1921.
Le château de Bethancourt est détruit pendant la Seconde Guerre mondiale.

## Politique et administration

### Rattachements administratifs et électoraux

#### Rattachements administratifs
La commune se trouve depuis 1926 dans l'arrondissement de Compiègne du département de l'Oise.
Elle faisait partie depuis 1793 du canton de Ribécourt-Dreslincourt. Dans le cadre du redécoupage cantonal de 2014 en France, cette circonscription administrative territoriale a disparu, et le canton n'est plus qu'une circonscription électorale.

#### Rattachements électoraux
Pour les élections départementales, la commune fait partie depuis 2014 du canton de Thourotte.
Pour l'élection des députés, elle fait partie de la sixième circonscription de l'Oise.

### Intercommunalité
Cambronne-lès-Ribécourt est membre de la communauté de communes des Deux Vallées, un établissement public de coopération intercommunale (EPCI) à fiscalité propre créé en 1996 et auquel la commune a transféré un certain nombre de ses compétences, dans les conditions déterminées par le code général des collectivités territoriales.

### Liste des maires
| Période                                  | Période                       | Identité        | Étiquette | Qualité                                             |
| ---------------------------------------- | ----------------------------- | --------------- | --------- | --------------------------------------------------- |
| Les données manquantes sont à compléter. |                               |                 |           |                                                     |
| avant 1962                               |                               | Georges Vigreux |           |                                                     |
| Les données manquantes sont à compléter. |                               |                 |           |                                                     |
| juin 1995                                | mars 2008                     | Raymond Tissier | DVG       | Vice-président de la CC des Deux Vallées (? → 2008) |
| mars 2008                                | En cours (au 2 décembre 2020) | Geneviève Drela | SE        | Réélue pour le mandat 2020-2026,                    |

## Population et société

### Démographie

#### Évolution démographique
L'évolution du nombre d'habitants est connue à travers les recensements de la population effectués dans la commune depuis 1793. Pour les communes de moins de 10 000 habitants, une enquête de recensement portant sur toute la population est réalisée tous les cinq ans, les populations de référence des années intermédiaires étant quant à elles estimées par interpolation ou extrapolation. Pour la commune, le premier recensement exhaustif entrant dans le cadre du nouveau dispositif a été réalisé en 2006.

En 2022, la commune comptait 1 875 habitants, en évolution de −3,99 % par rapport à 2016 (Oise : +0,87 %, France hors Mayotte : +2,11 %).
| 1793 | 1800 | 1806 | 1821 | 1831 | 1836 | 1841 | 1846 | 1851 |
| ---- | ---- | ---- | ---- | ---- | ---- | ---- | ---- | ---- |
| 432  | 434  | 453  | 454  | 502  | 527  | 503  | 671  | 561  |

| 1856 | 1861 | 1866 | 1872 | 1876 | 1881 | 1886 | 1891 | 1896 |
| ---- | ---- | ---- | ---- | ---- | ---- | ---- | ---- | ---- |
| 540  | 683  | 544  | 527  | 587  | 456  | 479  | 504  | 512  |

| 1901 | 1906 | 1911 | 1921 | 1926 | 1931 | 1936 | 1946 | 1954 |
| ---- | ---- | ---- | ---- | ---- | ---- | ---- | ---- | ---- |
| 503  | 529  | 487  | 495  | 633  | 727  | 743  | 751  | 776  |

| 1962  | 1968  | 1975  | 1982  | 1990  | 1999  | 2006  | 2011  | 2016  |
| ----- | ----- | ----- | ----- | ----- | ----- | ----- | ----- | ----- |
| 1 050 | 1 393 | 1 725 | 1 873 | 1 879 | 1 970 | 1 884 | 1 969 | 1 953 |

| 2021  | 2022  | - | - | - | - | - | - | - |
| ----- | ----- | - | - | - | - | - | - | - |
| 1 898 | 1 875 | - | - | - | - | - | - | - |

#### Pyramide des âges
La population de la commune est relativement jeune.
En 2018, le taux de personnes d'un âge inférieur à 30 ans s'élève à 36,3 %, soit en dessous de la moyenne départementale (37,3 %). À l'inverse, le taux de personnes d'âge supérieur à 60 ans est de 22,5 % la même année, alors qu'il est de 22,8 % au niveau départemental.
En 2018, la commune comptait 957 hommes pour 994 femmes, soit un taux de 50,95 % de femmes, légèrement inférieur au taux départemental (51,11 %).
Les pyramides des âges de la commune et du département s'établissent comme suit.
| Hommes | Classe d’âge | Femmes |
| ------ | ------------ | ------ |
| 0,7    | 90 ou +      | 0,7    |
| 5,4    | 75-89 ans    | 7,8    |
| 14,4   | 60-74 ans    | 16,0   |
| 21,7   | 45-59 ans    | 19,7   |
| 19,8   | 30-44 ans    | 21,0   |
| 15,8   | 15-29 ans    | 14,0   |
| 22,2   | 0-14 ans     | 20,7   |

| Hommes | Classe d’âge | Femmes |
| ------ | ------------ | ------ |
| 0,5    | 90 ou +      | 1,4    |
| 5,5    | 75-89 ans    | 7,6    |
| 15,6   | 60-74 ans    | 16,3   |
| 20,8   | 45-59 ans    | 20     |
| 19,4   | 30-44 ans    | 19,4   |
| 17,6   | 15-29 ans    | 16,2   |
| 20,6   | 0-14 ans     | 19,1   |

## Culture locale et patrimoine

### Lieux et monuments

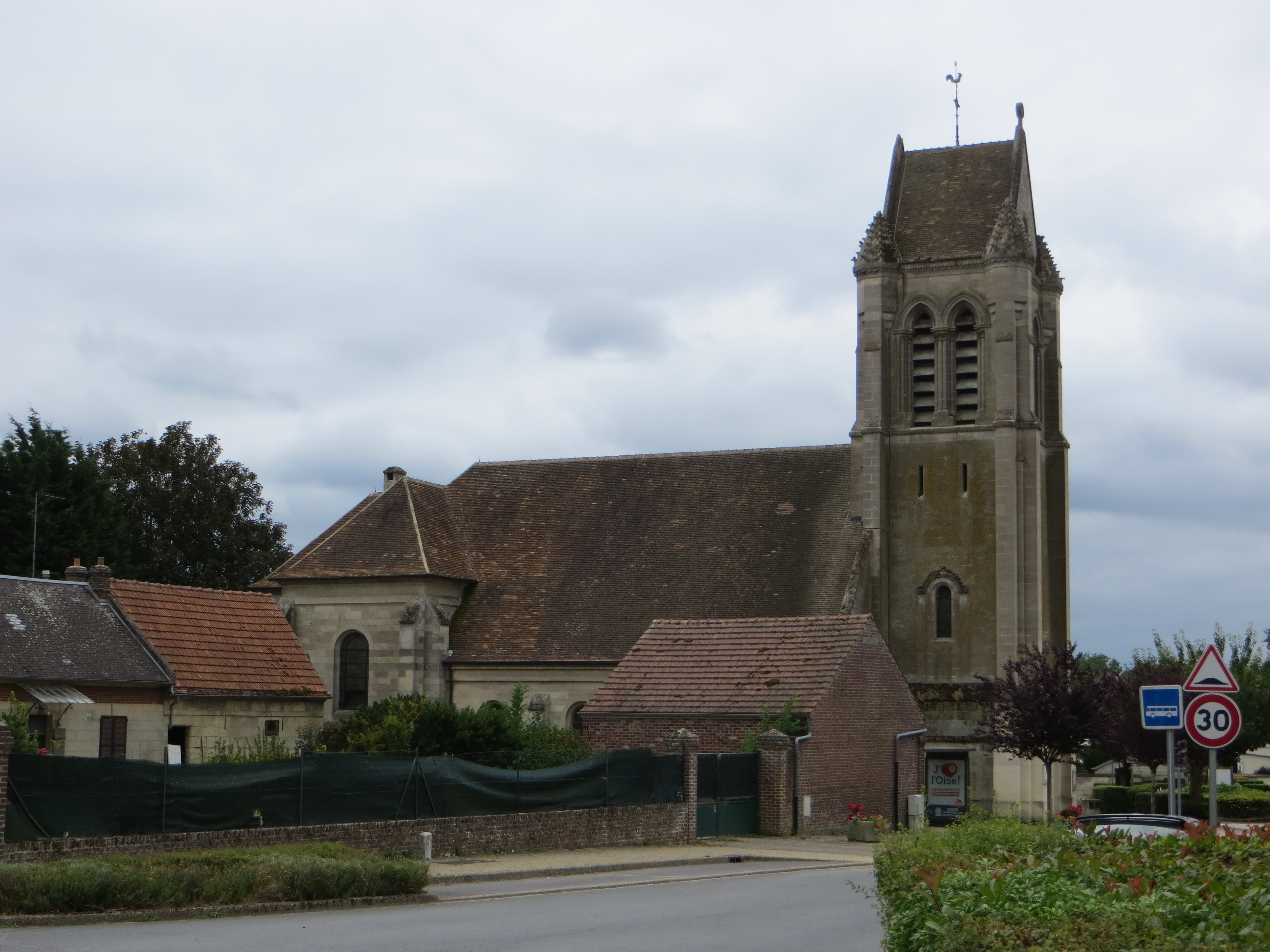
L'église Saint-Martin.

- L'église Saint-Martin, des XIIIe et XIVe siècles et dominée par un haut clocher-porche. Détruite très largement lors de la Première Guerre mondiale, elle est reconstruite avec soin en 1922, mais le clocher est sans rapport avec l'ouvrage antérieur.
Restitué à l'identique, le portail abrité sous le porche comporte trois rangées de voussures reçues sur des colonnettes par l'intermédiaire de chapiteaux décorés de feuilles et de crochets qui, à droite, sont authentiques. Il en est de même de la nef, dont les chapiteaux du XIIe siècle, également ornés de feuilles et de crochets, été réutilisés lors de la reconstruction.
Le mobilier de l'église comprend un curieux mortier du XIIe siècle décoré de têtes humaines à deux de ses angles, et utilisé comme bénitier. 
Le retable du maître-autel, sculpté  d'un Christ en croix associé à un décor de grappes de raisin et d'épis de blé, est du pur style Art déco[42].
- La nécropole nationale de Cambronne-lès-Ribécourt, où reposent les corps de soldats français tués pendant la Première Guerre mondiale, d'autres tués lors des combats de mai-juin 1940 de la Bataille de France, comme les membres d'équipage des chars de la 2e compagnie du 1er bataillon de chars de combat tués à Noyon, ou des tirailleurs sénégalais, massacrés à Erquinvillers et à Cressonsacq[43].

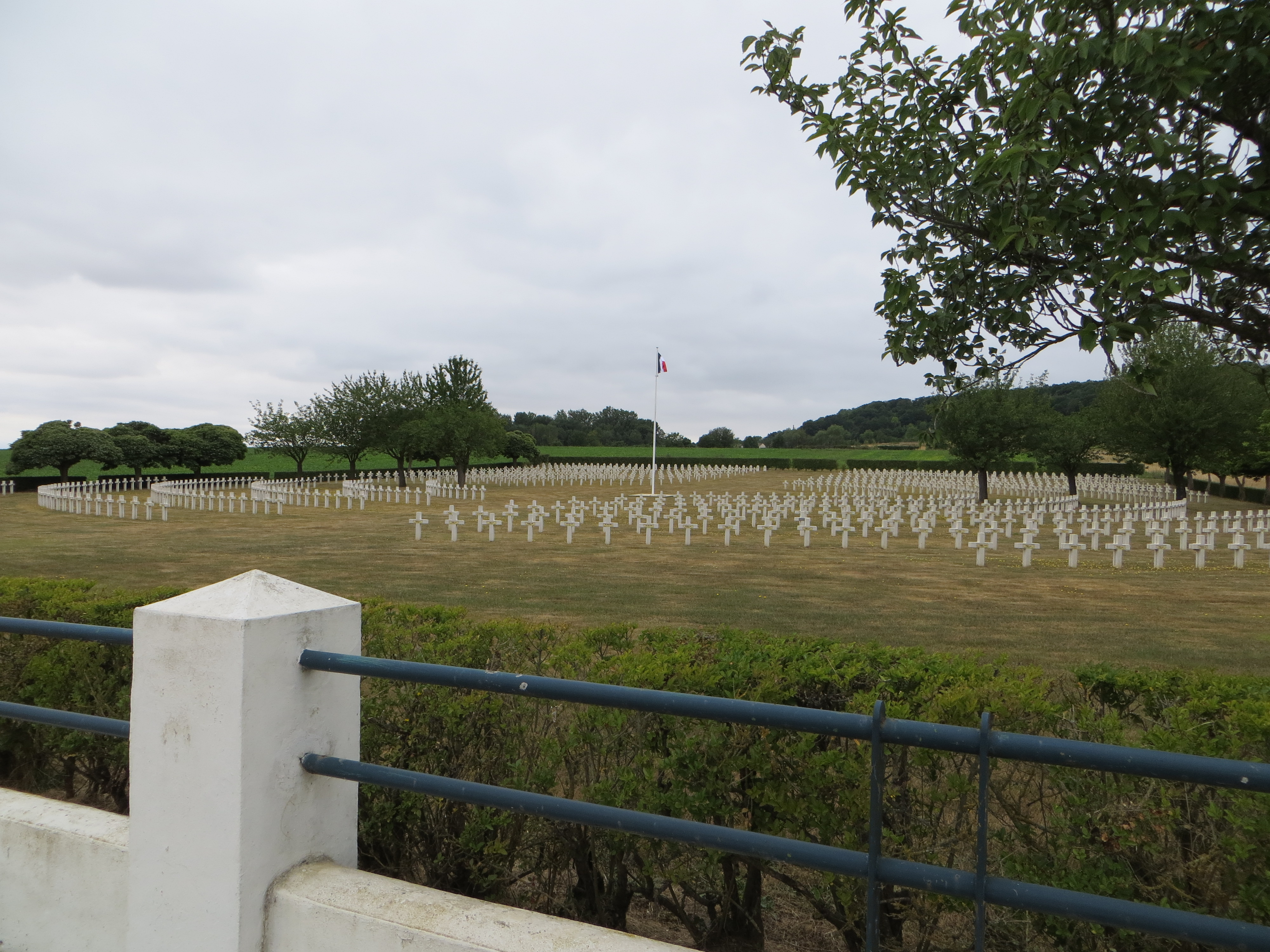
La nécropole nationale.

### Héraldique
| Blason de Cambronne-lès-Ribécourt | Blason  | Coupé : au premier d'azur au lion naissant d'or, au second de gueules à la fasce cousue de sable, au huchet contourné d'or brochant sur la fasce. |
| Blason de Cambronne-lès-Ribécourt | Détails | Le statut officiel du blason reste à déterminer.                                                                                                  |